# Taylor Raddysh
Taylor Raddysh (né le 18 février 1998 à Caledon, dans la province de l'Ontario au Canada) est un joueur professionnel canadien de hockey sur glace. Il évolue à la position d'ailier droit.

## Biographie

### Carrière en club
Il est sélectionné au 2e tour, 58e choix au total, par le Lightning de Tampa Bay au repêchage d'entrée dans la LNH 2016. Il signe son contrat d'entrée de 3 ans avec le Lightning, le 15 mai 2017.
Il prend part au camp d'entraînement du Lightning pour la saison 2018-2019, mais il ne reste pas avec l'équipe et est retourné au Crunch de Syracuse dans la LAH, le 23 septembre 2018. Il conclut sa saison recrue en récoltant 46 points en 70 matchs avec le Crunch. 
Le 13 octobre 2021, il fait ses débuts dans la LNH avec le Lightning face aux Penguins à Pittsburgh. Le 1er novembre 2021, il inscrit son premier point en carrière (une aide sur le but de Brayden Point) contre les Capitals de Washington. Un mois plus tard, le 4 décembre, il marque son premier but dans la LNH dans une victoire du Lightning au compte de 3-2 en prolongation aux dépens des Bruins de Boston. Il devient seulement le 5e joueur dans l'histoire de l'équipe à inscrire son premier but en carrière en désavantage numérique.
Le 18 mars 2022, il est échangé aux Blackhawks de Chicago avec Boris Katchouk et deux choix conditionnels de 1ère ronde (2023 et 2024) en retour de Brandon Hagel et de deux choix de 4e tour (2022 et 2024).

### Vie privée
Il est le frère cadet de Darren Raddysh.

## Statistiques

### En club
| Saison     | Équipe                           | Ligue      |     | Saison régulière | Saison régulière | Saison régulière | Saison régulière | Saison régulière |    | Séries éliminatoires | Séries éliminatoires | Séries éliminatoires | Séries éliminatoires | Séries éliminatoires |
| Saison     | Équipe                           | Ligue      | PJ  | B                | A                | Pts              | Pun              | PJ               | B  | A                    | Pts                  | Pun                  |                      |                      |
| 2014-2015  | Otters d'Érié                    | LHO        | 58  | 21               | 6                | 27               | 13               | 20               | 3  | 3                    | 6                    | 8                    |                      |                      |
| 2015-2016  | Otters d'Érié                    | LHO        | 67  | 24               | 49               | 73               | 18               | 12               | 4  | 6                    | 10                   | 2                    |                      |                      |
| 2016-2017  | Otters d'Érié                    | LHO        | 58  | 42               | 67               | 109              | 37               | 22               | 12 | 19                   | 31                   | 18                   |                      |                      |
| 2017-2018  | Otters d'Érié                    | LHO        | 30  | 15               | 29               | 44               | 16               | -                | -  | -                    | -                    | -                    |                      |                      |
| 2017-2018  | Greyhounds de Sault-Sainte-Marie | LHO        | 28  | 18               | 21               | 39               | 14               | 24               | 13 | 31                   | 34                   | 14                   |                      |                      |
| 2018-2019  | Crunch de Syracuse               | LAH        | 70  | 18               | 28               | 46               | 34               | 4                | 0  | 0                    | 0                    | 2                    |                      |                      |
| 2019-2020  | Crunch de Syracuse               | LAH        | 62  | 19               | 16               | 35               | 20               | -                | -  | -                    | -                    | -                    |                      |                      |
| 2020-2021  | Crunch de Syracuse               | LAH        | 27  | 12               | 17               | 29               | 10               | -                | -  | -                    | -                    | -                    |                      |                      |
| 2021-2022  | Lightning de Tampa Bay           | LNH        | 53  | 5                | 7                | 12               | 8                | -                | -  | -                    | -                    | -                    |                      |                      |
| 2021-2022  | Blackhawks de Chicago            | LNH        | 21  | 6                | 4                | 10               | 2                | -                | -  | -                    | -                    | -                    |                      |                      |
| 2022-2023  | Blackhawks de Chicago            | LNH        | 78  | 20               | 17               | 37               | 16               | -                | -  | -                    | -                    | -                    |                      |                      |
| 2023-2024  | Blackhawks de Chicago            | LNH        | 73  | 5                | 9                | 14               | 22               | -                | -  | -                    | -                    | -                    |                      |                      |
| Totaux LNH | Totaux LNH                       | Totaux LNH | 225 | 36               | 37               | 73               | 48               | -                | -  | -                    | -                    | -                    |                      |                      |

### En équipe nationale
| Année | Compétition                 |   | PJ | B | A | Pts | Pun               |  | Résultat |
| 2014  | Défi mondial -17 ans        | 5 | 0  | 1 | 1 | 0   | 5e place          |  |          |
| 2017  | Championnat du monde junior | 7 | 5  | 1 | 6 | 4   | Médaille d'argent |  |          |
| 2018  | Championnat du monde junior | 7 | 2  | 3 | 5 | 4   | Médaille d'or     |  |          |

## Trophées et honneurs personnels

### LAH
- 2020-2021 : nommé dans l'équipe d'étoiles de la division Nord.